# Церква святого Варфоломія (Сольєр)

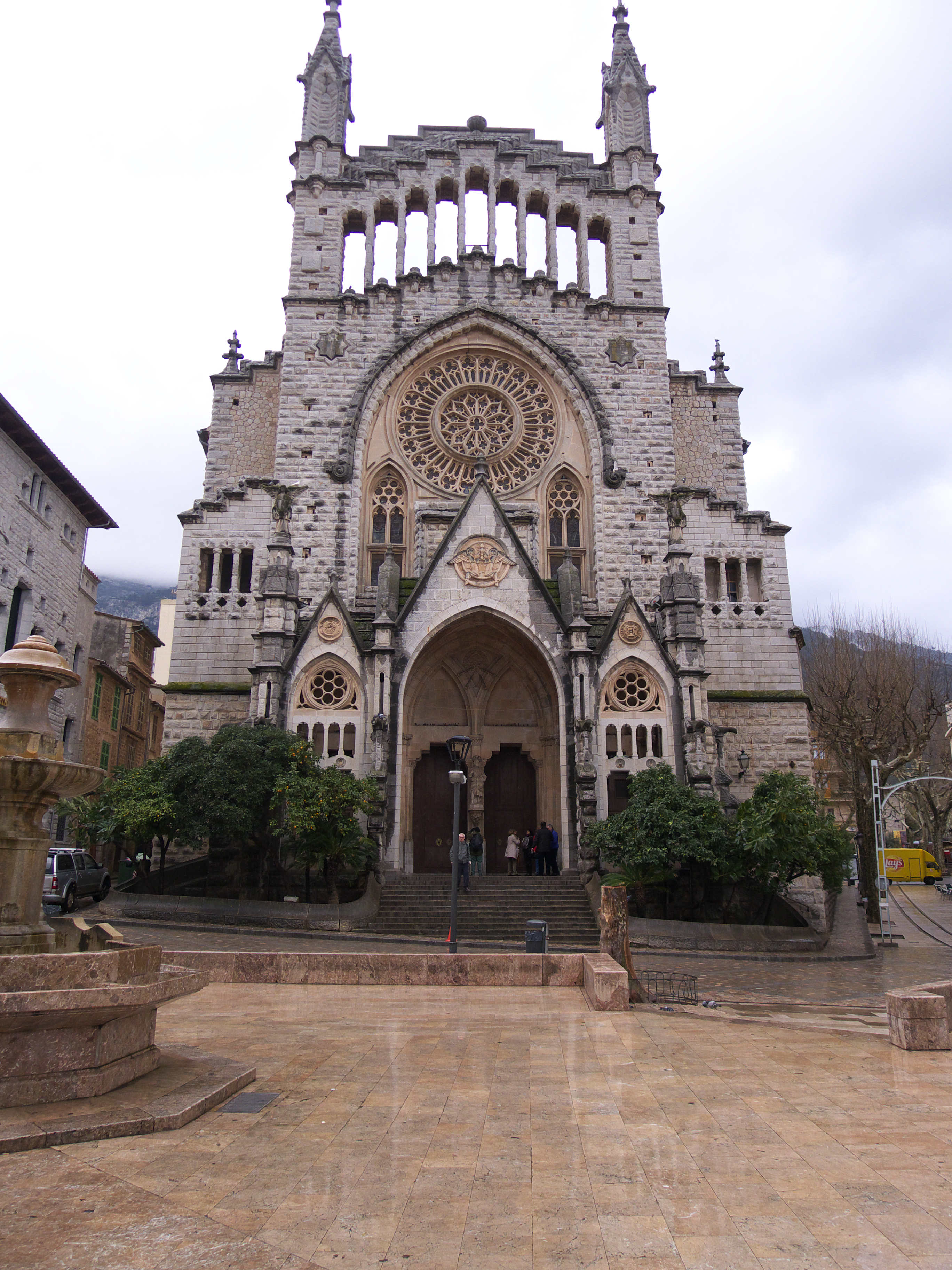
Фасад (1904), створений Жуаном Рубіо

Церква святого Варфоломія або Церква Сант-Бартомеу (кат. L'església de Sant Bartomeu) — римо-католицька парафіяльна церква у м. Сольєр на о. Мальорка (Балеарські острови) в Іспанії. Знаходиться на площі Конституції.
Церква була зведена у 1236 році, однак декілька разів зазнавала перебудов. В даний час основний стиль церкви — бароко (1688–1733), вежа церкви виконана в стилі неоготики. Фасад церкви збудований у 1904 році у стилі каталонського модерну за проектом архітектора Жуана Рубіо (1870–1952), послідовника Антоніо Гауді. Зберігся портик і вікна в романському стилі, а також фортечні стіни XVI століття.
Біля церкви розташовується будівля банку Сольєра (1912), також збудована Рубіо.